# The World's First Ever Monster Truck Front Flip
The World's First Ever Monster Truck Front Flip is het zevende nummer op het album Tranquility Base Hotel & Casino van de Engelse rockband Arctic Monkeys uit 2018. 

## Titelverklaring
The World's First Ever Monster Truck Front Flip is geschreven door Alex Turner en geproduceerd door Alex Turner en James Ford. Het nummer behaalde enkel in Portugal de hitlijsten, waar het een 45e positie bereikte. In een interview met Radio DJ Zane Lowe voor Apple Music geeft leadzanger Alex Turner aan dat de titel is bedacht door "the guy who flipped the fucking truck forwards".